# Włodzimierz Strzemiński

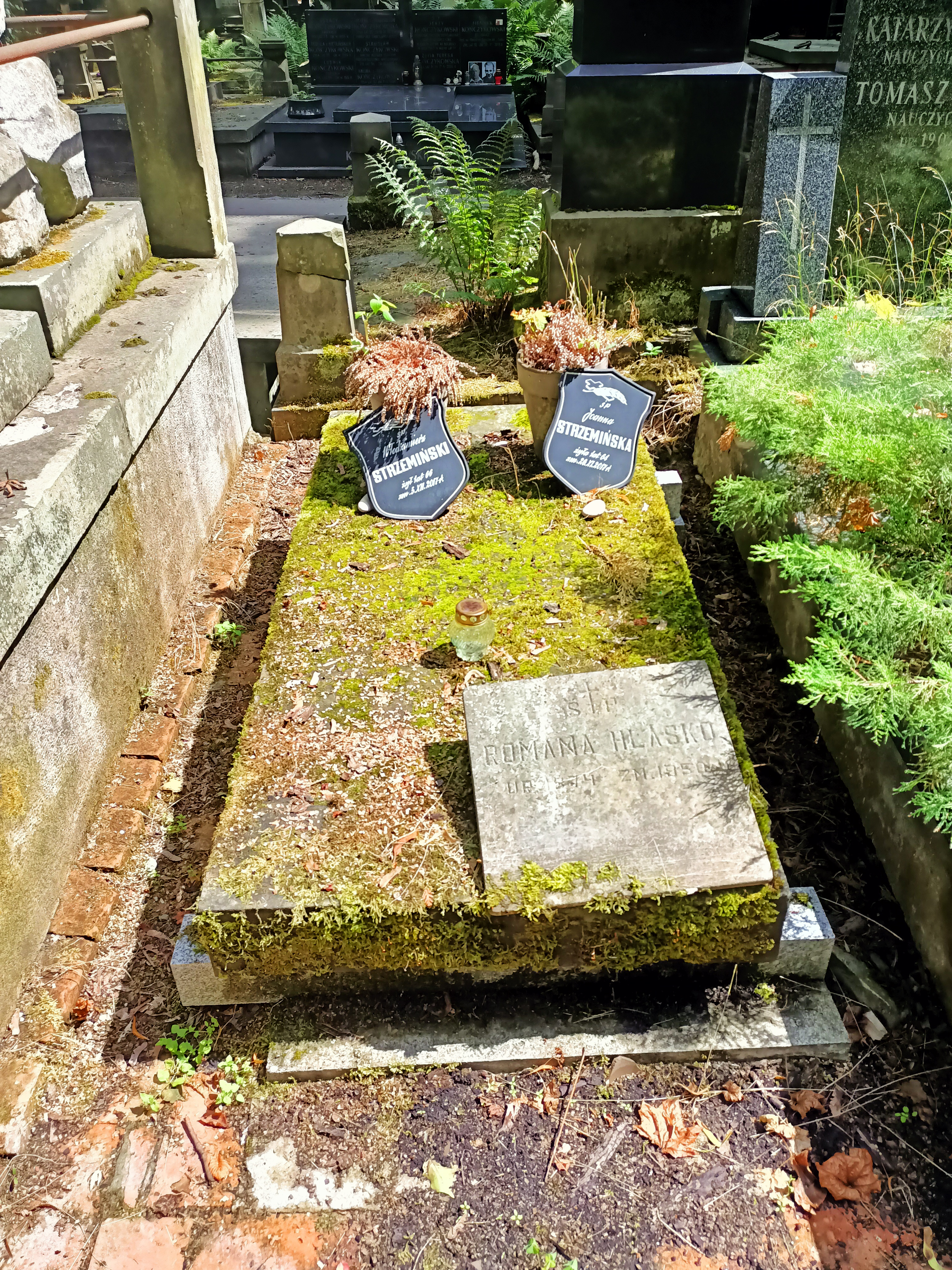
Grób Włodzimierza Strzemińskiego na Cmentarzu Powązkowskim

Włodzimierz Strzemiński (ur. 19 kwietnia 1951 w Łodzi, zm. 5 grudnia 2017 w Warszawie) – polski działacz opozycji antykomunistycznej w PRL, pracownik naukowy, wydawca, menedżer.

## Życiorys
W 1976 ukończył studia na Wydziale Prawa i Administracji Uniwersytetu Łódzkiego. W latach 1977–1984 pracował w Zakładzie Socjologii Nauki na Politechnice Wrocławskiej.
Był do 1981 współpracownikiem i kolpolterem Biuletynu Dolnośląskiego. W 1980 roku zakładał struktury „Solidarności” w Instytucie Nauk Społecznych Politechniki Wrocławskiej. W latach 1982–1983 wydawał w Łodzi czasopismo Nasza Prawda, założone z Andrzejem Janaszewskim. Od 1982 należał do Solidarności Walczącej, podczas swoich wyjazdów zagranicznych w imieniu organizacji i Kornela Morawieckiego utrzymywał kontakty z emigracją polską i ukraińską, w tym z Józefem Czapskim czy Jerzym Giedroyciem. W latach 80. razem z Ewą Zając zakładał struktury organizacji w Szwajcarii, gdzie utrzymywał kontakty z przebywającym w RFN byłym oficerem kontrwywiadu Służby Bezpieczeństwa Wiesławem Jurkiewiczem, od którego otrzymywał informacje na temat struktury i technik operacyjnych SB. Przekazywał do RFN diapozytywy i mikrofilmy wydawnictw organizacji, głównie pisma „Solidarność Walcząca”, w którym zamieszczał też artykuły na temat Rosjan w Afganistanie. Od 1984 do 1987 pozostawał pracownikiem Centralnego Ośrodka Metodycznego Uniwersytetu Wrocławskiego.
Po 1989 Włodzimierz Strzemiński pracował jako dyrektor kadr, między innymi w latach 1992–1995 w Polskim Radiu, 1995–1997 w Centertelu, 1997–1999 w SGL Carbon i następnie w latach 1999–2000 w Zakładach Przemysłu Tłuszczowego w Kruszwicy. W latach 2006–2007 był dyrektorem Personelu w TVP SA, w latach 2007–2009 dyrektorem Dyrekcji Programowej Polskiego Radia, a w latach 2016-2017 dyrektorem Akademii Telewizyjnej TVP SA.
Zmarł 5 grudnia 2017 roku w Warszawie. Pochowany na cmentarzu Powązkowskim.